# Swantje Köbsell
Swantje Köbsell (* 29. Dezember 1958 in Saulgau) ist eine deutsche Wissenschaftlerin und Aktivistin der deutschsprachigen Behindertenbewegung. Köbsell  studierte Behindertenpädagogik und war von 2014 bis 2020 Professorin für Disability Studies an der Alice Salomon Hochschule in Berlin.

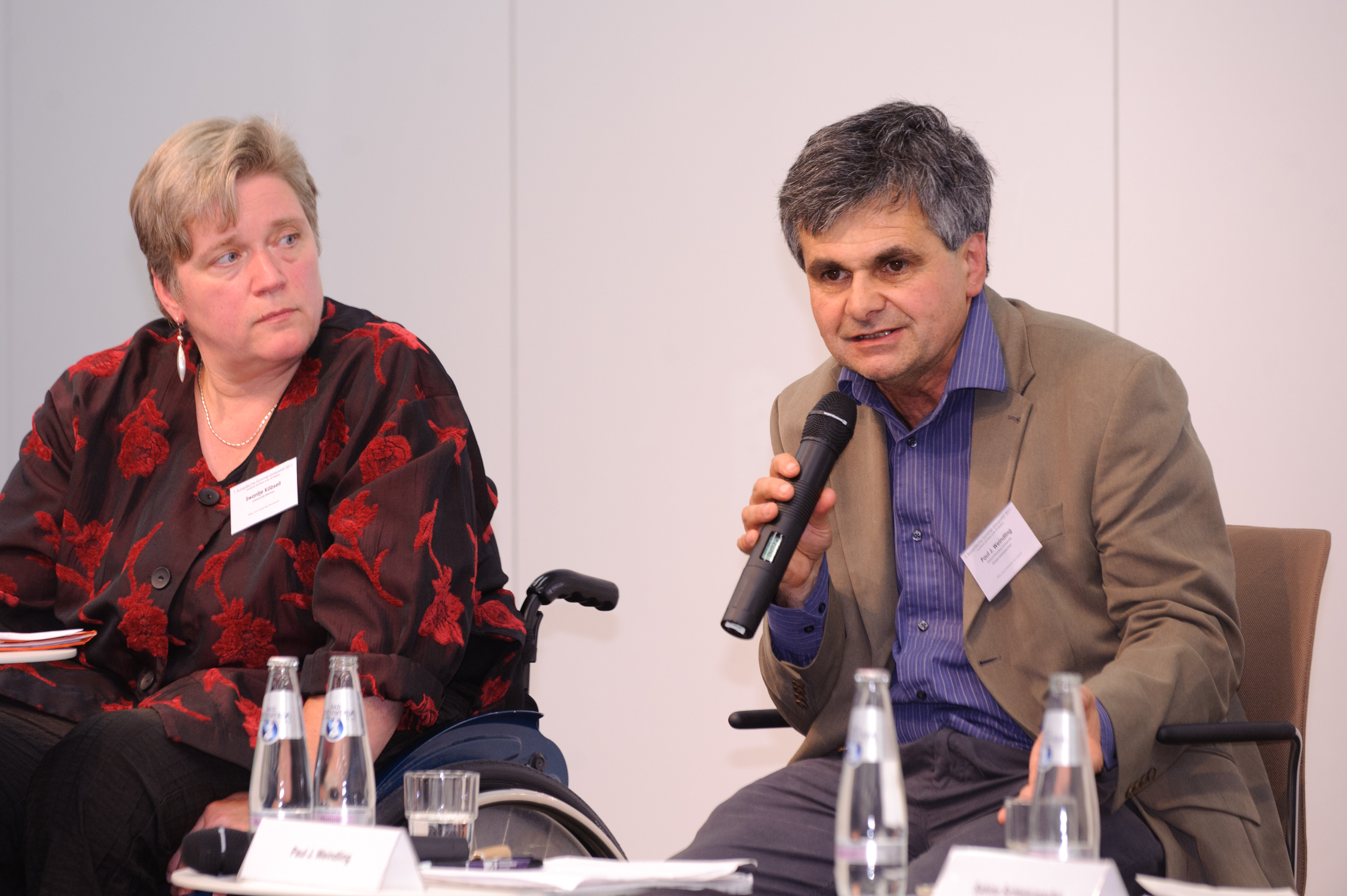
Swantje Köbsell und Paul Weindling bei der Europäischen Sommer-Universität „Geschlecht und Rasse in der NS-Medizin“ der Heinrich-Böll-Stiftung Berlin 2011

## Leben und Karriere
Swantje Köbsell zog mit sechs Jahren mit ihrer Familie nach Göttingen. Ihr Vater erhielt an der dortigen Universität die Professur für Landmaschinentechnik. Nach dem Abitur wollte Köbsell Beschäftigungstherapeutin werden. Ein Unfall, die daraus resultierende Querschnittlähmung und vor allem das Abraten einer Reha-Klinik, die Ausbildung zur Therapeutin zu beginnen, vereitelten dieses Vorhaben jedoch. 1980 begann sie an der Universität Bremen Behindertenpädagogik zu studieren. Sie wurde 1981 Mitglied der Bremer Krüppelgruppe, einer emanzipatorischen Behindertenbewegung und baute die Beratungsstelle Selbstbestimmt Leben vor Ort mit auf.
Seit 1992 hat Köbsell Lehraufträge an der Universität Bremen, 2004 wurde sie dort Wissenschaftliche Mitarbeiterin. 2010 promovierte sie mit der Arbeit Besondere Körper – Körper und Geschlecht im Diskurs der deutschen Behindertenbewegung. 2014 erhielt sie  eine Professur Disability Studies an der Alice Salomon Hochschule (ASH) in Berlin. Durch ihre Forschungen sowie politische Arbeit zum Thema Behinderung hat sie wesentlich zur Akademisierung der Disability Studies beigetragen; vor allem in den Themenbereichen Behinderung und Geschlecht und der Eugenik bzw. Bioethik.
Köbsell hat 2003 die erste Sommer-Uni Behinderung neu denken in Bremen sowie 2018 die Konferenz Disability Studies im deutschsprachigen Raum. Zwischen Emanzipation und Vereinnahmung in Berlin mitorganisiert. Außerdem ist sie Mitbegründerin der Arbeitsgemeinschaft Disability Studies (AGDS) und Mitherausgeberin der Zeitschrift für Disability Studies / ZDS Journal of Studies.

## Politischer Aktivismus
Die westdeutsche Behindertenbewegung der 1970er und 1980er Jahre gilt als Wiege der deutschen Disability Studies. Als eine der zentralen sozialen Bewegungen der letzten 50 Jahre hat die Behindertenbewegung maßgeblich zur Deinstitutionalisierung von Heimen und Einrichtungen, zur Entstehung von Antidiskriminierungsgesetzgebung und zur Sichtbarkeit von behinderten Menschen in gesellschaftlichen Debatten beigetragen. Als Teil der zeitgleichen Krüppelbewegung hat Swantje Köbsell maßgeblich zu Debatten zur Situation von Menschen mit Behinderungen, insbesondere behinderter Frauen – in und jenseits der Behindertenbewegung – beigetragen. In Debatten um Abtreibungsrechte und die stetig fortschreitenden technischen Möglichkeiten der Pränataldiagnostik hat sie sich seit den 1980er-Jahren ebenso eingemischt, wie 20 Jahre später in Debatten um die Legalisierung aktiver Sterbehilfe z. B. in den Protesten gegen die Lebensschützer um Peter Singer.

## Publikationen (Auswahl)
- Eingriffe. Zwangssterilisation geistig behinderter Frauen. AG SPAK Bücher, 1992, ISBN 978-3-923126-46-0
- Wegweiser Behindertenbewegung: Neues (Selbst-)Verständnis von Behinderung. Verein zur Förderung der sozialpolitischen Arbeit, 2012, ISBN 978-3-940865-35-9
- Gemeinsam mit Jutta Jakob et al.: Gendering Disability: Intersektionale Aspekte von Behinderung und Geschlecht. transcript, 2010, ISBN 978-3-8376-1397-1
- Gemeinsam mit Iman Attia et al.: Dominanzkultur reloaded: Neue Texte zu gesellschaftlichen Machtverhältnissen und ihren Wechselwirkungen. transcript, 2015, ISBN 978-3-8376-3061-9